# أنطونيو خوسيه دي سوكري
أنطونيو خوسيه دي سوكري (بالإسبانية: Antonio José de Sucre) قائد عسكري بوليفي (3 فبراير 1795 ـ 4 يونيو 1830م). حرر الإكوادور وبوليفيا من حكم إسبانيا ، وتولى منصب ثاني رئيس لدولة بوليفيا (خلفاً لسيمون بوليفار)، ويعتبر واحداً من أقوى الجنرالات في عصره، ولقد وضع بانتصاره في معركة أياكوتشو عام 1824م نهاية للحكم الأسباني لأمريكا اللاتينية آنذاك. وعندما استقلت بوليفيا أصبح سوكري ثاني رئيس لها عام 1826م، كان حاكمًا ذو كفاءة، ومقدرة، لكنه استقال من منصبه عام 1828م، لكي يحول دون نشوب حرب مع البيروفيين الذين عارضوا صداقته مع سيمون دي بوليفار.

## ولادته
وُلد سوكري في كامانا بفنزويلا، وانضم إلى الجيش الثوري، وهو في الخامسة عشرة من عمره. وكان صديقًا وقائدًا وفياً لسيمون بوليفار. وعندما سعى بوليفار إلى تحرير الإكوادور، كان سوكري يحرز النصر في بيشينشا في عام 1822م، أصبح شمال أمريكا الجنوبية محررًا. وأسهمت السياسة التي اتبعها سوكري في انتصار أياكوتشو بالجزء العلوي من بيرو الذي يطلق عليه الآن من دولة بوليفيا. وتم إنهاء الحكم الإسباني في أمريكا الجنوبية. وبعدها، تم تكريم الجنرال خوسيه دي سوكري بلقب مشير أياكوتشو، وأصبح في الصفوف الأولى لأعلام بيرو.

## وفاته
اغتيل سوكري عام 1830م، وأطلقت بوليفيا اسمه على واحدة من أهم مدنها تمجيداً لذكراه.

## روابط خارجية
- أنطونيو خوسيه دي سوكري على موقع الموسوعة البريطانية (الإنجليزية)
- أنطونيو خوسيه دي سوكري على موقع إن إن دي بي (الإنجليزية)

## انظر ایضا
- حرب الاستقلال التشيلية